# Pachycondyla rufipes
Espèce
Synonymes
- Pseudoneoponera rufipes (Jerdon, 1851) (préféré par BioLib)[2]

Pachycondyla rufipes est une espèce de fourmis asiatiques de taille moyenne (16 mm) qui se défend en lançant une sorte de colle éjectée par le bout de son abdomen.
Cette espèce de Pachycondyla est principalement insectivore mais se nourrit aussi de liquides sucrés. Les colonies sont dites monogynes (une seule reine par colonie) et vivent en Asie. Elle est aussi appelée « fourmi pompier » car la colle qu'elle utilise pour se défendre est propulsée assez fort pour faire croire à une mini lance d'incendie. Cette espèce est incapable de se déplacer sur des surfaces lisses et vit donc au sol sous des pierres ou dans la mousse. Les colonies ne dépassent généralement pas les 200 individus.

## Hygrométrie et température
Elle vit à une température de 20-28 degrés avec une hygrométrie de 60 à 80 %.

## Fondation
La colonie est dite à fondation indépendante, c'est-à-dire que la reine (gyne) crée sa colonie seule. Sur  2 000 princesses fourmis, seulement deux ou trois réussissent à fonder une colonie. Les autres sont mangées par des araignées et des oiseaux, ou sont percutées par des voitures. Ensuite, la ou les reines survivantes mangent leurs ailes, devenues inutiles, pendant une semaine jusqu’à l'arrivée d'une première ouvrière. Celle-ci récolte de la nourriture pour la reine, et donne naissance à des ouvrières plus fortes, qui tuent alors la première car trop faible.

## Castes
Cette espèce ne possède pas de castes.

## Mœurs
Cette espèce est plus nocturne que diurne.

## Alimentation
Pachycondyla rufipes se nourrit principalement d'insectes mais aime également les liquides sucrés. Les larves sont déposées sur un cadavre d'insecte par les ouvrières et se nourrissent de celui-ci. Privilégier les aliments biologiques et congeler au minimum 48 heures les insectes pour éviter les acariens ou les parasites indésirables.

## Taxonomie en détail
Cette espèce de Pachycondyla a une forme longue et élancée ainsi que des yeux perçants. Les larves sont poilues, contrairement aux espèces plus communes qui possèdent des larves lisses. Pour différencier la reine d'une ouvrière, il faut regarder la couleur car si les ouvrières sont noires, la reine est brune.

## Liste des sous-espèces
Selon Catalogue of Life (18 avril 2019) :
- sous-espèce Pachycondyla rufipes ceylonensis Forel, 1911
- sous-espèce Pachycondyla rufipes rufipes (Jerdon, 1851)

## Hivernage (ou diapause)
Cette espèce n'hiverne pas.